# Meilhards

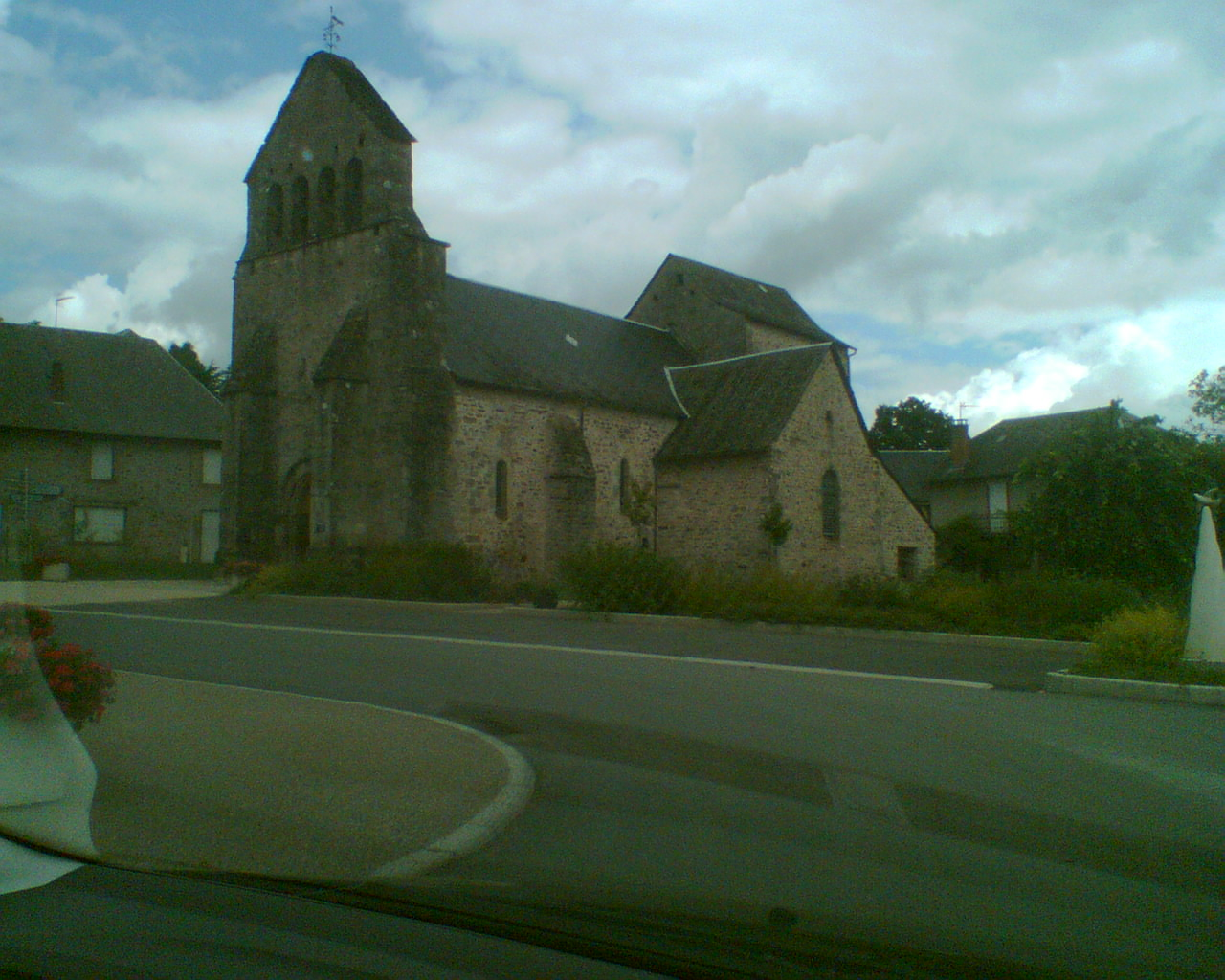
Meilhards church

Meilhards là một xã thuộc tỉnh Corrèze trong vùng Nouvelle-Aquitaine miền trung Pháp.